# Вахтер, Фридрих-Карл фон
Фридрих-Карл фон Вахтер (нем. Friedrich-Karl von Wachter; 21 августа 1891 — неизвестно) — германский военачальник, генерал-лейтенант (1942), участник Первой и Второй мировых войн. 

## Биография
Поступил на военную службу в 1909 году, с 1910 года — лейтенант. 
Участвовал в Первой мировой войне, уже 22 августа 1914 года тяжело ранен. 25 февраля 1915 года произведён в обер-лейтенанты, после выздоровления в мае 1915 года переведен в запасной батальон 115-го пехотного полка. С сентября 1915 года работал преподавателем в Вецларской школе унтер-офицеров, в январе 1917 года переведен в школу унтер-офицеров Франкенштейна командиром роты, позже вернулся на фронт. 
После поражения — в рейхсвере, командовал ротой. С 1931 года — майор, с 1935 года — подполковник, с 1936 года — полковник, 6 октября 1937 года назначен командиром 36-го пехотного полка. 
1 апреля 1940 года получил звание генерал-майора, незадолго до начала наступления на Францию назначен командиром 227-й пехотной дивизии, 1 июля 1940 года принял командование 225-й пехотной дивизией. После окончания Западной кампании 225-я пехотная дивизия осталась во Франции в составе оккупационных войск. 
30 мая 1941 года принял командование 267-й пехотной дивизией, которой он командовал в войне против СССР с июня 1941 года. В июле 1941 года в составе 53-го армейского корпуса 2-й армии группы армий «Центр» сражался под Бобруйском, в августе участвовал в наступлении на Гомель, осенью 1941 года — в наступлении на Москву. 
10 ноября 1941 года оставил командование дивизией, 22 января 1942 года переведен в резерв фюрера, в феврале 1942 года назначен командиром запасной дивизии «Франкфурт». 1 апреля 1942 года произведён в генерал-лейтенанты, с 1 мая 1942 года — на административных должностях Главного командования сухопутных войск (ОКХ). 
1 февраля 1943 года снова переведен в резерв фюрера, с 1 мая 1943 года по 1 января 1945 года — военный инспектор в Мангейме, затем опять переведен в резерв. 
В конце войны попал в плен, освобождён в мае 1947 года.